# تشی سوندا
تشی سوندا (نام علمی: Hystrix javanica) نام یک گونه از سرده تشی است.